# قاسم‌آباد (آران و بیدگل)
قاسم‌آباد روستایی در دهستان کویر بخش کویرات شهرستان آران و بیدگل استان اصفهان ایران است.

## جمعیت
بر پایه سرشماری عمومی نفوس و مسکن در سال ۱۳۹۵ جمعیت این روستا ۵۹۰ نفر (۱۹۹خانوار) بوده‌است.